# Макгиох, Дилан
Ди́лан Макги́ох (англ. Dylan McGeough; 15 января 1993, Глазго, Шотландия) — шотландский футболист. С равным успехом может выступать на позициях атакующего полузащитника или вингера.

## Клубная карьера
Дилан родился 15 января 1993 года в крупнейшем городе Шотландии — Глазго. С детства являясь ярым болельщиком местного «Селтика», Макгиох ещё в юном возрасте поступил в Академию «кельтов». Тем не менее, в 2008 году, не дождавшись от «бело-зелёных» нового юношеского контракта, футболист был вынужден пополнить состав другого глазговского коллектива — «Рейнджерс», подписавшего юного игрока для своей второй команды. В рядах «джерс» дела Дилана пошли лучше — он показывал отличную игру, за что был удостоен приглашений от различных молодёжных сборных страны. Весной 2011 года руководство «Селтика» вышло на Макгиоха с предложением профессионального контракта. В стане «Рейнджерс» на это среагировали быстро, также сделав попытку «застолбить» за собой перспективного футболиста на постоянной основе, причём посулив более выгодное соглашение о сотрудничестве. Но Дилан остался верен клубу, воспитавшему его, и выбрал «Селтик». 1 июня Макгиох подписал с «кельтами» профессиональный контракт.
Дебют молодого игрока во «взрослом» футболе состоялся 6 ноября того же года, когда он вышел на замену вместо Джеймса Форреста на 89-й минуте поединка в рамках турнира шотландской Премьер-лиги, в котором «Селтик» состязался с «Мотеруэллом». 26 ноября Дилан забил свой первый гол в профессиональной карьере, поучаствовав этим забитым мячом в разгромной победе «бело-зелёных» со счётом 5:0 над «Сент-Мирреном».

### Клубная статистика
| Клуб              | Сезон             | Чемпионат | Чемпионат | Кубок | Кубок | Кубок Лиги | Кубок Лиги | Еврокубки | Еврокубки | Итого | Итого |
| Клуб              | Сезон             | Игры      | Голы      | Игры  | Голы  | Игры       | Голы       | Игры      | Голы      | Игры  | Голы  |
| ----------------- | ----------------- | --------- | --------- | ----- | ----- | ---------- | ---------- | --------- | --------- | ----- | ----- |
| Селтик            | 2011/12           | 6         | 1         | 2     | 0     | —          | —          | —         | —         | 8     | 1     |
| Селтик            | 2012/13           | 9         | 1         | 2     | 0     | 1          | 0          | —         | —         | 12    | 1     |
| Всего за «Селтик» | Всего за «Селтик» | 15        | 2         | 4     | 0     | 1          | 0          | 0         | 0         | 20    | 2     |
| Всего за карьеру  | Всего за карьеру  | 15        | 2         | 4     | 0     | 1          | 0          | 0         | 0         | 20    | 2     |

(откорректировано по состоянию на 31 марта 2013)

## Сборная Шотландии
С 2008 года Макгиох призывался под знамёна в различных молодёжных сборных Шотландии. В период с 2012 по 2013 год Дилон являлся игроком национальной молодёжной команды, в составе которой он дебютировал 25 апреля 2012 года в матче против Италии.

## Достижения
«Селтик»
- Чемпион Шотландии (2): 2011/12, 2012/13
- Обладатель Кубка Шотландии: 2012/13

 «Хиберниан»
- Обладатель Кубка Шотландии: 2015/16